# Монтеккьо-Емілія
Монтеккьо-Емілія (італ. Montecchio Emilia) — муніципалітет в Італії, у регіоні Емілія-Романья,  провінція Реджо-Емілія.
Монтеккьо-Емілія розташоване на відстані близько 360 км на північний захід від Рима, 75 км на захід від Болоньї, 15 км на захід від Реджо-нелль'Емілії.
Населення — 10 535 осіб (2014).
Щорічний фестиваль відбувається 28 жовтня. Покровитель — San Simone.

## Демографія
Населення за роками:

Станом на 1 січня 2023 року в муніципалітеті офіційно проживало 869 іноземців з 61 країни, серед них 195 громадян країн Євросоюзу та 94 громадяни України.

## Уродженці
- Ермете Дзаконі (1857—1948) — італійський актор театру і кіно
- Лука Чигарині (*1986) — італійський футболіст.

## Сусідні муніципалітети
- Бібб'яно
- Монтек'яруголо
- Реджо-Емілія
- Сан-Поло-д'Енца
- Сант'Іларіо-д'Енца
- Кавріаго